# Hydraena hunanensis
Hydraena hunanensis är en skalbaggsart som beskrevs av Pu 1951. Hydraena hunanensis ingår i släktet Hydraena och familjen vattenbrynsbaggar. Inga underarter finns listade i Catalogue of Life.